# Hospital del Oriente de Asturias Francisco Grande Covián
El Hospital del Oriente de Asturias Francisco Grande Covián (también conocido como Hospital de Arriondas) es un hospital público situado en Arriondas, (Asturias, España). Pertenece al área sanitaria VI del Principado de Asturias y está gestionado por el SESPA

## Historia
Planificado a partir de 1981, miembros del Consejo Regional de Asturias propusieron adquirir terrenos para construir un hospital. 
Inicialmente se construyó un centro asistencial denominado Policlínico Grande Covián, que costó 170 millones de pesetas, fue sufragado por el Principado de Asturias y se inauguró en mayo de 1987, aunque las diferentes consultas fueron abriendo de forma escalonada, en los meses posteriores. El personal y material fue aportado por el INSALUD, permitiendo así cubrir la asistencia sanitaria de 14 municipios. Los planes originales incluían su ampliación para convertirse en hospital, construyéndose de forma contigua al edificio del policlínico una infraestructura hospitalaria que fue finalizada en 1995.  
El 28 de marzo de 1995, se constituyó una fundación privada, siendo los socios fundadores el Principado de Asturias (aportó 10 millones de pesetas), el Ayuntamiento de Parres (aportó 200.000 pesetas más los terrenos), la mancomunidad del Oriente y varios particulares.
El hospital inició su actividad como fundación el 1 de junio de 1997, pero la inauguración oficial fue el 8 de junio de 1998, con la presencia del ministro de Sanidad, José Manuel Romay Beccaría, el secretario general de Asistencia Sanitaria, Alberto Núñez Feijóo, el presidente autonómico Sergio Marqués, la viuda de Francisco Grande Covián, Gloria Mingo, y el alcalde, Manuel Millán García. El primer gerente que tuvo el hospital, responsable de la recepción de la infraestructura, de equipar el centro y de la organización y puesta en marcha del mismo fue el Dr. Luis Buscarons Cuesta, que había dirigido hasta entonces el Hospital de Puigcerda - "Centre Hospitalari de la Cerdanya" (Girona), centro dependiente de un patronato municipal que formaba parte de la red hospitalaria pública de Catalunya. 
En España, durante los años noventa, el INSALUD, bajo el gobierno del presidente Aznar, promovió en el país la apertura de algunos hospitales públicos dependientes de fundaciones o patronatos en los que participaban las administraciones municipales o autonómicas pero que eran gestionados a través de un modelo privado en cuanto a las relaciones laborales que se establecian con los trabajadores y también en cuanto a la forma en que recibían sus presupuestos (los hospitales facturaban al INSALUD la actividad asistencial de los pacientes atendidos). Se consideró un modelo innovador de gestión sanitaria que consistía en otorgar a ciertos hospitales mayor autonomía técnica, organizativa y financiera, gestionados mediante fundaciones bajo control público pero con mayor flexibilidad que los hospitales tradicionalmente públicos. El objetivo era mejorar la eficiencia y calidad del servicio mediante una gestión más dinámica. Entre estos hospitales se encontraban el Hospital del Oriente de Asturias o  el Hospital Fundación Alcorcón (Madrid). El hospital continuó administrado por la fundación con carácter privado hasta septiembre de 2008, cuando pasó a ser pública. A partir de mayo de 2010, se decidió integrar al hospital en el SESPA, culminándose este traspaso completamente en febrero de 2012.

## Cobertura Asistencial
El hospital atiende a una población aproximada de 46.000 personas, repartidos por 22 concejos de la Comarca de Oriente.

### Atención Primaria
Es el hospital asignado para 6 centros de salud y 9 consultorios de Atención Primaria, entre los que se incluyen: 
- Centro de Salud de Infiesto

1. Consultorio de Villamayor

- Centro de Salud de Colunga

1. Consultorio de Caravia
2. Consultorio de Llastres

- Centro de Salud de Arriondas
- Centro de Salud de Cangas de Onís

1. Consultorio de Sames
2. Consultorio de Benia

- Centro de Salud de Ribadesella
- Centro de Salud de Llanes

1. Consultorio de Colombres
2. Consultorio de Nueva
3. Consultorio de Pendueles
4. Consultorio de Posada

## Cartera de servicios[8][9]
| - Alergología - Aparato Digestivo - Cardiología - Endocrinología - Geriatría - Hematología y Hemoterapia - Medicina Interna - Nefrología - Neumología - Neurología - Oncología - Pediatría - Reumatología - Urgencias | - Cirugía General y de Aparato Digestivo - Dermatología - Obstetricia y Ginecología - Oftalmología - Otorrinolaringología - Traumatología y Cirugía Ortopédica - Urología | - Análisis Clínicos - Anatomía Patológica - Anestesiología y Reanimación - Bioquímica - Farmacia Hospitalaria - Medicina Intensiva - Medicina Preventiva - Microbiología y Parasitología - Psiquiatría - Psicología Clínica - Radiodiagnóstico - Rehabilitación |

## Personal[8]
En 2016, en el hospital trabajaban alrededor de 320 profesionales, 
- facultativos 73 (aumentó a 110 en 2021)[10]
- enfermería 202
- otro personal 48

## Instalaciones y recursos
Construido sobre una parcela de 40.000 metros cuadrados. La configuración de la edificación son dos estructuras claramente diferenciadas: una utilizada principalmente como área de consultas externas, y la otra como servicios 
centrales y hospitalización. El edificio que es la fachada principal y acceso general, es un volumen con dos 
alturas, nivel N-1 y planta baja. 
El hospital cuenta con:
- camas instaladas 90
- puestos de diálisis 8
- ecógrafos 5
- salas de radiografía 2
- mamógrafos 1
- tomógrafos computarizados 1

### Accesos
Al hospital se puede acceder por la carretera  N-634 . Dispone de varias líneas de autobuses que paran cerca del hospital.